# Kathleen Harriman Mortimer
Kathleen Harriman Mortimer,  née le 7 décembre 1917 à New York et morte le 17 février 2011 dans la même ville est une journaliste et une personnalité mondaine américaine qui a joué un rôle important en aidant son père et le président des États-Unis, Franklin Delano Roosevelt, lors de la  la conférence de Yalta en gérant les coulisses de la délégation américaine. Son père, William Averell Harriman, est alors ambassadeur des États-Unis auprès de l'Union soviétique. 

## Biographie
Kathleen Lanier Harriman est la plus jeune des deux filles de William Harriman et de sa première épouse, Kitty Lanier Lawrance. Elle est la petite-fille du côté paternel de Edward Henry Harriman, directeur de l'Union Pacific Railroad, qui avait laissé à son décès une fortune estimée entre 70 et 100 millions de dollars. Elle grandit à Arden House, une grande maison de style néo-Renaissance située dans les montagnes proche de la petite ville de Ramapo. Ses parents divorcent en 1929. Elle obtient en 1940 une licence en sciences sociales au Bennington College.
En 1941, elle rejoint son père à Londres où il est en poste pour superviser les accords Prêt-Bail, qui prévoit l'aide des États-Unis à l'effort de guerre européen. Grâce à l'influence de William Averell Harriman elle devient journaliste, d'abord pour l'International News Service, puis pour Newsweek,. Elle partage son temps en Grande-Bretagne entre une important vie mondaine auprès des élites britanniques et son métier de journaliste appris sur le tas.
En octobre 1943, elle accompagne son père à Moscou où il vient d'être nommé ambassadeur des États Unis en Union soviétique. Elle y joue un rôle de relation publique auprès des officiels soviétiques. 
Pendant les trois années où elle vit en Union Soviétique, elle apprend la langue russe et devient relativement populaire auprès de la population en Russie, visitant écoles et hôpitaux. Elle est également appréciée par Staline qui lui offrira deux étalons. Elle se lie d'amitié avec les épouses de Maxime Litvinov et de Viatcheslav Molotov, devenant témoin de la rivalité entre ces deux dignitaires. En plus de la gestion quotidienne de la Spaso House, Kathleen Harriman occupe un emploi de journaliste à l'antenne moscovite du Bureau d'information de guerre des États-Unis. Elle participe notamment au magazine Amerika (en), publié à l'intention du public soviétique.
En janvier 1944, elle participe à un voyage organisé par les autorités vers la forêt de Katyne. Elle observe en ces lieux les restes du massacre d'officiers polonais par le NKVD au printemps 1940 et adhère à la thèse des soviétiques qui attribue ces assassinats à l'occupant nazi à la fin de l'année 1941,. 
En janvier 1945, elle se rend à Yalta afin de préparer la conférence qui s'y tiendra entre le 4 et le 11 février de la même année. Elle participe à la conférence, assurant l'organisation matérielle de l'accueil de la délégation américaine et particulièrement du président Roosevelt, alors fortement handicapé, en compagnie de Anna Roosevelt, la fille du président Franklin Roosevelt, et de Sarah Churchill, la fille du premier ministre britannique Winston Churchill,,. 
Elle écrit pendant la guerre de nombreuses lettres à ses connaissances, témoignant de la vie diplomatique dans la capitale soviétique. Ces lettres sont principalement adressées à sa sœur Mary, à Pamela Churchill et à Elsie Marshall, sa gouvernante pendant son enfance. Ces lettres transitent le plus souvent par la valise diplomatique vers les États Unis ou vers la Grande-Bretagne.
Après la guerre, elle épouse Stanley G. Mortimer Jr. (en) en 1947 avec lequel elle aura trois enfants.